# Gescom (gruppo musicale)
I Gescom sono un collettivo musicale inglese e progetto parallelo degli Autechre. Lo stile musicale dei Gescom si rifà a quello degli Autechre ma è maggiormente orientato alla techno, alla dance e alla musica d'avanguardia.

## Storia
I Gescom (portmanteau di "Gestalt Communication") nacquero nel 1991 (secondo altre fonti nel 1994) con l'intenzione di essere una "piattaforma di artisti" sempre diversi che collaborano insieme mantenendo l'anonimato. Il gruppo esordì con una serie di EP e una loro traccia (Mag) apparve nel celeberrimo Journeys By DJ: Coldcut - 70 Minutes Of Madness (1996) dei Coldcut. Tuttavia, il primo vero album del collettivo è Minidisc del 1998, prima pubblicazione al mondo uscita per l'omonimo formato lanciato dalla Sony. Minidisc si compone di 88 brevissime tracce che si avvicinano alla musica d'avanguardia dei Coil e di Luc Ferrari e che, secondo le intenzioni del gruppo, andrebbero ascoltate in "modalità casuale". Inoltre, l'album vorrebbe anche essere una riflessione su quanto il supporto Minidisc possa influenzare il suono tramite la compressione digitale dei dati. Minidisc verrà ripubblicato nel 2006 su formato CD. Dopo un periodo di silenzio iniziato intorno al 2003, i Gescom pubblicarono il secondo album A1-D1 nel 2007. Fra i vari collaboratori che sono entrati a far parte dei Gescom vi sono l'artista Russell Haswell e il fondatore della Skam Records Andy Maddocks.

## Discografia

### Album
- 1998 – Minidisc
- 2007 – A1-D1

### Extended play
- 1994 – Gescom E.P.
- 1995 – The Sounds ff Machines Our Parents Used
- 1995 – C & D
- 1996 – Motor
- 1996 – Key Nell
- 1998 – That
- 1998 – This
- 2003 – ISS:SA
- 2011 – Skull Snap